# Bangka
Bangka (auch Banka) ist eine östlich von Sumatra in der Karimata-Straße gelegene indonesische Insel.
Sie ist 11.942 km² groß und wird von rund 600.000 Menschen bewohnt. Sie wird durch die zwischen elf und 27 km breite Bangkastraße von Sumatra getrennt. Im Osten liegt die Nachbarinsel Belitung. Beide Inseln bilden die indonesischen Provinz Bangka-Belitung. Hauptort ist Pangkalpinang.
Die Insel besteht hauptsächlich aus niedrigem, teilweise sumpfigen Flachland, aus dem mehrere isolierte Granit-Berge (bis zu 654 m hoch) ragen.
Wichtige Wirtschaftszweige sind der Anbau von Pfeffer und der Abbau von Zinn, der zu beträchtlichen Umweltschäden führt. Der Zinnsand liegt überall auf Bangka mehr oder weniger tief unter der Oberfläche.
Die Fauna der Insel ist nicht besonders umfangreich, umfasst aber eine Reihe von kleineren Säugetieren, die nur hier vorkommen, wie lokale Hörnchenarten und Pittas. Allgemein zeigt die Tierwelt von Bangka mehr Beziehungen zur Malaiischen Halbinsel als zu der Sumatras.

## Geschichte
Sultan Achmed Nadscha-Muddin trat Bangka 1812 an die Engländer ab, die die Insel durch den Britisch-Niederländischen Vertrag vom 13. August 1814 den Niederländern überließen, im Tausch gegen anderen Kolonialbesitz. Nachdem die Bevölkerung über Jahrhunderte hinweg ein nomadisches Leben geführt hatte, wurde sie im 19. Jahrhundert gezwungen, sich in festen Dörfern niederzulassen. Seit 1832 wurde der Zinnabbau ausschließlich von chinesischen Bergarbeitern betrieben. Ende des 19. Jahrhunderts lag der Anteil der Chinesen bei etwa 30 % der Einwohner.
Im Zweiten Weltkrieg erschossen japanische Soldaten am 16. Februar 1942 am Radji Beach beim Massaker von Bangka 21 australische Militärkrankenschwestern.